# Thalbach (Greiz)
Thalbach ist ein Ortsteil von Greiz im Landkreis Greiz in Thüringen.

## Lage
Der Ortsteil Thalbach liegt auf der östlichen Seite der Weißen Elster und südöstlich von Irchwitz. Der Ortsteil ist von der Bundesstraße 94 über die Kreisstraße 205 zu erreichen.

## Geschichte
Am 24. September 1392 wurde das Dorf erstmals urkundlich erwähnt. Am 1. April 1921 wurde Irchwitz, auf dessen Flur Thalbach liegt, nach Greiz eingemeindet.